# 1050
Високе Середньовіччя  •  Золота доба ісламу  •  Реконкіста  •  Київська Русь

## Геополітична ситуація
Візантію очолює Костянтин IX Мономах. Генріх III править Священною Римською імперією, а Генріх I є королем Західного Франкського королівства.
Апеннінський півострів розділений між численними державами: північ належить Священній Римській імперії, середню частину займає Папська область, на південь від Римської області лежать невеликі незалежні герцогства, південна частина півострова належить частково Візантії, а частково окупована норманами. Південь Піренейського півострова займають численні емірати, що утворилися після розпаду Кордовського халіфату. Північну частину півострова займають християнські Кастилія, Леон (Астурія, Галісія), Наварра, Арагон та Барселона. Едвард Сповідник править Англією, Гаральд III Суворий став королем Норвегії, а Свейн II Данський — Данії.
У Київській Русі княжить Ярослав Мудрий. Королем Польщі є Казимир I Відновитель. У Хорватії править Степан I. На чолі королівства Угорщина стоїть Андраш I.
Аббасидський халіфат очолює аль-Каїм, в Єгипті владу утримують Фатіміди, в Магрибі — Зіріди, почалося піднесення Альморавідів, в Середній Азії правлять Караханіди, Хорасан окупували сельджуки, а Газневіди захопили частину Індії. У Китаї продовжується правління династії Сун. Значними державами Індії є Пала, Чола. В Японії триває період Хей'ан.

## Події
- Відновлення війни угорців з німцями. Угорці відбили німецький натиск.
- Норвезький король Гаральд III Суворий розграбував торгове поселення  Гедебі на півдні Данії.
- Королем Швеції став Емунд III Старий.
- Візантійські війська дали відсіч нападу печенігів на Фракію.
- Візантія уклала перемир'я з вождем сельджуків Тогрул-беком.
- Вперше згадується місто Нюрнберг, Німеччина.
- На церковному соборі в Римі папа римський Лев IX засудив погляди Беренгара Турського.

## Народились
- 11 листопада — Генріх IV, німецький король (з 1056) і імператор (1084–1106) Священної Римської імперії.

## Померли
- Зоя, візантійська імператриця.